# Polittico di Santa Barbara (Palma il Vecchio)
Il Polittico di Santa Barbara è un dipinto a olio su tavola di Jacopo Palma il Vecchio, datato 1524-1525 e conservato a Venezia nella chiesa di Santa Maria Formosa di Venezia.

## Storia
Il polittico, di grandi dimensioni, è conservato come pala dell'altare posto nel transetto destro della chiesa veneziana, altare commissionato dalla confraternita dei bombardieri, che lo avevano innalzato nel 1509 e poi commissionatone la pala all'artista bergamasco. La congregazione aveva la propria sede nella chiesa di Santa Maria Formosa. L'altare fu oggetto di un completo rinnovamento su disegno di Giuseppe Torretti nel 1719 con la realizzazione del bassorilievo del paliotto in marmo di Carrara raffigurante il Martirio di santa Barbara.
L'opera è da considerarsi tra quelle dell'ultimo periodo giovanile del Negretti, considerata per questo il suo primo grande capolavoro.
Le tavole furono restaurate nel 1992 con il contributo a memoria di Hedy Giusti Lanham Allen da Ethan Allen.

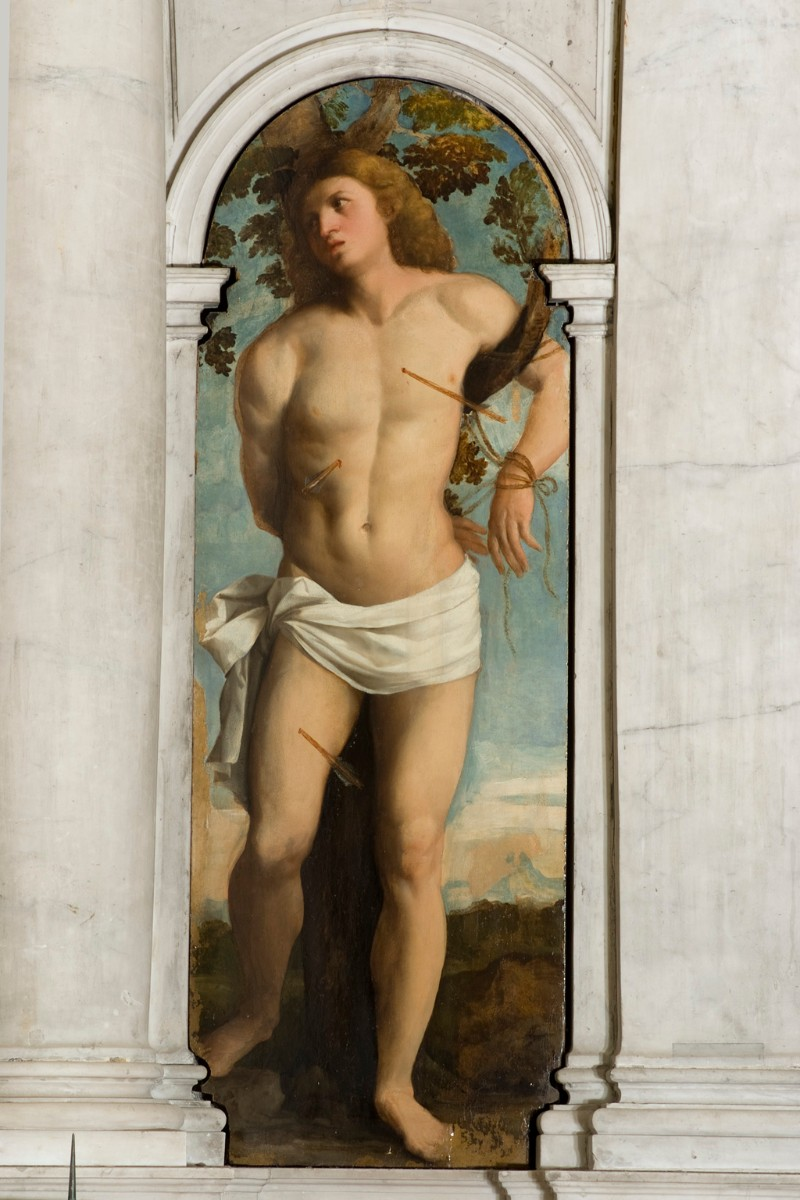
Palma il Vecchio - San Sebastiano

## Descrizione e stile
Il polittico si compone di sei tavole:
- San Giovanni Battista (68x58) nello scomparto superiore a sinistra, raffigurato a mezzo busto,
- San Vincenzo Ferreri (62x58) nello scomparto superiore a destra, raffigurato a messo busto negli abiti dell'ordine domenicano con il libro da lui stesso scritto: Te vita spirituali nella mano sinistra e il fuoco che arde nella destra, a indicare appunto il “fervor divino”;
- San Sebastiano (138x48) posto nella parte inferiore sinistra. Il personaggio è raffigurato a figura intera, nella tradizionale rappresentazione del suo martirio, legato con indosso solo il perizoma e trafitto da molte frecce; Il santo è quello raffigurato nella forma più plastiche di tutta l'opera, riprendendo un'incisione di Marcantonio Raimondi che il Negretti aveva sicuramente studiato.
- Sant'Antonio abate (138x45) nella parte inferiore destra del polittico. Il santo è raffigurato a figura intera, con il maialino ai piedi, a proporre la sua importante protezione agli animali in particolare quelli domestici, e il fuoco nella mano destra;
- Pietà (63X89) posta come cimasa raffigurante la Vergine che regge il Figlio morto. La Madonna indossa il velo bianco e l'abito rosso simbolo del dolore, mentre il manto azzurro porta alla regalità dei due personaggi.
- Santa Barbara (214x85). La grande tavola raffigurante la santa protettrice della confraternita che gestiva la chiesa, è collocata nella sezione centrale del polittico e ne occupa tutto lo spazio. Dietro di lei la torre che la identifica e regge nella mano sinistra la palma del martirio, evidenziata dal giallo ocra della manica che si accompagna con le tonalità marroni dell'abito; è avvolta in un ampio mantello rosso che la copre fino al ginocchio evidenziandone il movimento, che evidenziano il velo bianco che dal capo le corre lungo lo scollo dell'abito. L'artista usa i colori in una tonalità caldo che mette in ombra parte del viso della santa. Ai suoi piedi, destra e sinistra due bombarde, proprio a ricordare i committenti dell'opera.